# الماس آبی غربی
الماس آبی غربی (نام علمی: Heliophorus bakeri) نام یک گونه از تیره پرنیان‌بالان است.